# Nesoryzomys darwini
Nesoryzomys darwini är en utdöd däggdjursart som beskrevs av Wilfred Hudson Osgood 1929. Nesoryzomys darwini ingår i släktet galapagosrisråttor och familjen hamsterartade gnagare. IUCN kategoriserar arten globalt som utdöd. Inga underarter finns listade i Catalogue of Life.
Arten var endemisk på Santa Cruz som tillhör Galápagosöarna. Den upptäcktes där 1906 men den vetenskapliga beskrivningen skedde först 1929. Det är inget känt om gnagarens levnadssätt. De sista levande individerna av Nesoryzomys darwini iakttogs 1930. Arten dog troligen ut på grund av sjukdomar som kom till ön med den introducerade svartråttan (Rattus rattus). Andra djur som flyttades till ön och som kan ha varit delaktig i artens försvinnande är brunråtta (Rattus norvegicus), husmus (Mus musculus) och tamkatt.